# ONE (KATSUMIのアルバム)
『ONE』（ワン）は1991年2月27日に発売されたKATSUMI2枚目のオリジナル･アルバム。

## 解説
前作『SHINING』から10ヶ月を経て発売された。
オリコンチャート5位を獲得。累計43.4万枚のセールスを記録した、自身最大のヒット・アルバム。
全曲をKATSUMI、石川洋、武部聡志の3人だけで完成させたパーソナル・アルバムとなった。
先行シングル「YES,抱きしめて」は、シングルとほぼ同一ミックスだが、エンディング部分のドラム音がカットされたヴァージョンで収録。
全12曲中、5曲がタイアップ楽曲となった。
初回プレス盤は三方背BOX仕様、豪華スペシャル・ジャケット付。

## 収録曲
- 全作詞：渡辺克巳／全作曲：石川洋（特記以外）石川洋・武部聡志（11）
- 編曲：武部聡志（特記以外）鳥山雄司（11）

1. ONE (We are ONE)
  - メイテックCMソング
2. YES,抱きしめて
  - ダイハツ「ロッキー」キャンペーン・テーマ・ソング
3. Loving You
  - 東京テレメッセージCMソング
4. Nobody Knows
5. For You...
6. With Me
  - 日立ワープロ「With Me」CMソング
7. Party Girl
8. OVER & OVER
9. MORE-She wants real "LOVE"-
  - 東映オリジナルビデオ『ヴァンパイヤー戦争』主題歌
10. Sing Together Now
11. Sayonara（Instrumental）
12. ONE (We used to be)